# アドマイヤコジーン
アドマイヤコジーン（欧字名:Admire Cozzene、香港名:喜高善、1996年4月8日 - 2017年6月6日）は、日本の競走馬、種牡馬。
1998年のJRA賞最優秀3歳牡馬、2002年のJRA賞最優秀短距離馬である。1998年の朝日杯3歳ステークス（GI）、2002年の安田記念（GI）を優勝。その他の勝ち鞍に、1998年の東京スポーツ杯3歳ステークス（GIII）、2002年の東京新聞杯（GIII）、阪急杯（GIII）。
産駒には、スプリンターズステークス（GI）を勝利したアストンマーチャン、スノードラゴンがいる。

## 生涯

### デビューまで
祖母のミセスマカディーは、イギリスで生産されたトライバルチーフの産駒で、1977年のイギリス1000ギニーを優勝するなど21戦8勝。競走馬引退後は繁殖牝馬となり、しばらくアイルランドで生産を続けた。産駒ではアーティカスが種牡馬として日本に輸入されている。1989年に9番仔を生産した後、日本の北海道大樹町の大樹ファームが購入して、輸入された。10番仔を生産した後、ノーザンテーストと交配した。1991年6月12日、11番仔の牝馬が誕生する。
11番仔は、近藤利一が所有して「アドマイヤマカディ」と命名。栗東トレーニングセンターの橋田満厩舎の下、デビューする予定であったが、脚元の弱さから屈腱炎を発症し、未出走のまま大樹ファームで繁殖牝馬となった。大樹ファームと近藤・橋田は、アドマイヤマカディがデビューできず、繁殖牝馬となった場合、初年度のみ近藤側が決定権を握るという契約を事前にしていたため、初年度は橋田が交配相手を選択することとなった。
橋田はアメリカで繋養されているコジーン（Cozzene）を選択。アメリカでも芝のGI馬を産んでいたことから、日本でも適応できると踏んでおり、併せて「ノーザンテーストの持つスピードが、昨今の競馬では不足しがちに感じられたので。よりスピードのある馬、要するに軽い馬を求めたわけです。あとはもう一つ、お母さんが弱かったので、丈夫な仔が欲しかった。（後略）」を理由としている。大樹ファームおよび近藤の許しを経て、アメリカに渡りコジーンと交配し、1995年冬に大樹ファームへ帰還。1996年4月8日、大樹ファームにて初仔の牡馬（後のアドマイヤコジーン）が誕生。仔は持込馬に分類された。
仔は、河村清明によれば「体調を崩すことなく、（中略）順調に育った」という。1997年10月には、武田ステーブルに移動。主に軽種馬育成調教センター（BTC）を利用して育成が施された。母同様に、近藤が所有し冠名「アドマイヤ」に父名「コジーン」を組み合わせた「アドマイヤコジーン」と命名され、橋田厩舎に入厩した。

### 競走馬時代

#### 2-3歳（旧3-4歳・1998-99年）
1998年10月17日、京都競馬場の新馬戦（芝1400メートル）に南井克巳が騎乗し、単勝2番人気でデビュー。スタートから出遅れ、かつ不良馬場に苦戦し3着。11月1日、2戦目の新馬戦（芝1600メートル）では、マイケル・ロバーツに乗り替わり、1番人気で出走。最終コーナーで先頭に立ち、後方に9馬身差をつけて初勝利を挙げた。それから関東遠征を行い、11月29日の東京スポーツ杯3歳ステークス（GIII）にて重賞初挑戦、鞍上は南井に戻り、1番人気で出走した。中団から直線で抜け出し、後方に1馬身半差をつけて連勝、重賞初勝利となった。

その頃、同じ近藤の所有、橋田厩舎所属であるアドマイヤベガが、エリカ賞（500万円以下）からラジオたんぱ杯3歳ステークス（GIII）のローテーションを選択。そのため、使い分けを行いアドマイヤコジーンは、12月13日の朝日杯3歳ステークス（GI）に出走した。東京スポーツ杯3歳ステークスで騎乗した南井が、手術入院中で騎乗不能であった。そのため、南井は橋田に対し「（アドマイヤコジーンは）自分からハミを取っていく馬ではないから、馬をちゃんと動かせる（後略）」との理由で代打にロバーツを推薦、橋田も了承し、再びロバーツに乗り替わった。
単勝オッズは3.3倍、同じオッズでデイリー杯3歳ステークス（GII）など3戦無敗のエイシンキャメロンが並んでいたが、アドマイヤコジーンが票数で勝り1番人気であった。スタートから中団につけ、6番手から直線に進入した。先行するエイシンキャメロンの外から迫り、2頭だけの競り合いとなったが、ゴール直前でアドマイヤコジーンが抜け出し、クビ差先着。3連勝でGI初勝利となった。ロバーツは短期騎手免許を利用した外国人騎手として初めてGI優勝であった。JRA賞表彰では、JRA賞最優秀3歳牡馬を受賞している。
3歳となった1999年1月21日、調教後に右後脚を跛行し、さらに右後脚第一指骨を骨折。「相当な重傷で競走生活も心配されるほど」（阿部珠樹）や「亀裂はなんと縦5センチにも及んでおり、ボルト2本で固定しなければ、骨が裂けてしまいそうな印象（後略）」（河村清明）という状況であった。1月24日に行われた手術を経て、全治は6か月と判明し、クラシック参戦は不可能となった。3月4日に福島県いわき市のJRA競走馬総合研究所常盤支所内にある「馬の温泉」で長期休養。それから回復し、馬の温泉にて「復帰をめざして徐々にピッチを上げたところ」（阿部珠樹）、患部と反対側の左後脚の剥離骨折が判明。河村清明によれば「ヘタをすればこれだけで競走生命が終わりかねないほどの大ケガ（原文ママ、後略）」であった。そして、8月にはノーザンファームで再び手術を行い、種子骨の一部を除去して、放牧に出された。11月には、冬の寒さを避けて鹿児島県に移動し、脚の負担の少ない浜辺での運動で治癒を目指した。

#### 4-5歳（旧5-6歳・2000-01年）
2000年春は全休、7月のUHB杯（OP）で1年7か月ぶりに復帰し、4着。2戦目の函館記念（GIII）では1番人気に推されるも6着。それから後藤浩輝とともに11着、8着、芹沢純一とともに8着。12月のシリウスステークス（GIII）では、上村洋行に乗り替わり初のダート競走に出走したが、11着。その後は、橈骨の骨膜炎を発症し、再び年内は休養した。翌2001年も上村が継続して騎乗し、7月までに6戦。阪急杯（GIII）3着、福島民報杯（OP）2着が目立つほどで、その他は下位。次第に患部とは反対側の前脚、特に右前脚に深管骨瘤をきたしており、橋田によれば「（前略）そのせいでしょう、馬が最後まで走らない。最後にやめてしまう感じのレースが続いていました。」と述懐している。それから半年は、その前脚の不安と疲労を取り除くために、武田ステーブルで長期休養となった。

#### 6歳（旧7歳・2002年）
1月27日、東京新聞杯（GIII）で復帰。鞍上は、1年間主戦を務めた上村から後藤に代わり、12頭中10番人気で出走した。後藤は参戦にあたり、アドマイヤコジーンが前回勝利した朝日杯3歳ステークスのロバーツの騎乗を参考にしようと考えていた。2番手で先行し、直線で抜け出すと、追い上げるディヴァインライトやダービーレグノを振り切り、後方に半馬身差をつけて勝利。3年ぶりの勝利となった。続いて、2月24日の阪急杯（GIII）に2番人気で出走。3番手から直線で先頭に立つと、後方に3馬身半差をつけて勝利して連勝とした。それから、3月24日の高松宮記念（GI）では2番人気で出走し、ショウナンカンプに3馬身半及ばず2着となった。
続いて6月2日、安田記念（GI）に単勝7番人気で出走。スタートから先手を奪って3番手で進み、残り200メートルで抜け出した。外から2番人気ダンツフレーム、大外から1番人気エイシンプレストンが追い込んできたが振り切り、ダンツフレームにクビ差先着してGI2勝目、3年半ぶりとなるGI勝利となった。後藤にとっては、54度目のGI挑戦、デビュー11年目で初GI優勝であった。
その後は夏休みとなり、9月29日、新潟競馬場で行われるスプリンターズステークス（GI）に直行し、3番人気で出走。2番手を進み、直線で逃げるショウナンカンプに取り付いて競り合ったが、残り50メートルで馬場の最も内側から1番人気のビリーヴにかわされ、半馬身差の2着となった。続く11月17日のマイルチャンピオンシップ（GI）では、1番人気に推されて出走。いつものように先行することができず、中団に位置。直線では馬群から抜け出す余力なく、7着。それから引退レースとして、香港マイル（G1）に参戦。外国での騎乗経験を買って武豊に乗り替わり出走、先行から「直線であわやという場面」（河村清明）も存在したが、抜け出すには至らず4着。2002年12月24日付でJRAの競走馬登録を抹消し、競走馬を引退した。JRA賞表彰では、JRA賞最優秀短距離馬を受賞している。

### 種牡馬時代
競走馬引退後は、2003年から種牡馬となり、2010年までは北海道安平町の社台スタリオンステーションで繋養された。2011年には、北海道新ひだか町のレックススタッドに移動した。初年度産駒のアストンマーチャンが、2007年のスプリンターズステークス（GI）を制し、産駒のGI初勝利。2008年生産のスノードラゴンもまた、2014年のスプリンターズステークス（GI）を勝利した。産駒からは、スノードラゴン、2012、2013年のCBC賞（GIII）を連覇したマジンプロスパーが後継種牡馬となっている。
2015年の種付けシーズン途中、生殖能力の低下により種牡馬を引退することが発表された。前年のスノードラゴンの活躍で再注目され、多くの種付け依頼があったが、体調が戻らず種付けができない状況が続いたため、種牡馬続行を断念せざるを得なかったという。引退発表後は日高町のクラウン日高牧場で功労馬となった。種牡馬登録は残されており、2016年と2017年も少頭数ながら種付けも行った。2017年6月6日朝、大動脈破裂のため21歳で死亡。

## 競走成績
以下の内容は、netkeiba.comおよびJBISサーチ、香港賽馬會の情報に基づく。
| 競走日     | 競馬場 | 競走名             | 格   | 距離 （馬場） | 頭 数 | 枠 番 | 馬 番 | オッズ （人気） | オッズ （人気） | 着順 | タイム （上り3F） | 着差 | 騎手        | 斤量 [kg] | 1着馬 （2着馬）        | 馬体重 [kg] |
| ---------- | ------ | ------------------ | ---- | ------------- | ----- | ----- | ----- | --------------- | --------------- | ---- | ----------------- | ---- | ----------- | --------- | ---------------------- | ----------- |
| 1998.10.17 | 京都   | 3歳新馬            |      | 芝1400m（不） | 9     | 1     | 1     | 02.7            | 0（2人）        | 03着 | 1:26.9（37.4）    | -0.4 | 0南井克巳   | 54        | フォルナリーナ         | 450         |
| 0000.11.01 | 京都   | 3歳新馬            |      | 芝1600m（良） | 12    | 7     | 9     | 02.6            | 0（1人）        | 01着 | 1:36.1（37.1）    | -1.4 | 0M.ロバーツ | 53        | （タイクラッシャー）   | 446         |
| 0000.11.29 | 東京   | 東京スポーツ杯3歳S | GIII | 芝1800m（良） | 10    | 4     | 4     | 02.0            | 0（1人）        | 01着 | 1:49.5（35.0）    | -0.2 | 0南井克巳   | 54        | （ビッグバイキング）   | 450         |
| 0000.12.13 | 中山   | 朝日杯3歳S         | GI   | 芝1600m（良） | 14    | 5     | 8     | 03.3            | 0（1人）        | 01着 | 1:35.3（35.9）    | -0.0 | 0M.ロバーツ | 54        | （エイシンキャメロン） | 450         |
| 2000.07.09 | 函館   | UHB杯              | OP   | 芝1800m（良） | 10    | 2     | 2     | 05.3            | 0（3人）        | 04着 | 1:49.7（35.2）    | -0.4 | 0横山典弘   | 57        | ダイワカーリアン       | 450         |
| 0000.07.23 | 函館   | 函館記念           | GIII | 芝2000m（稍） | 16    | 8     | 16    | 03.1            | 0（1人）        | 06着 | 2:03.1（36.8）    | -0.4 | 0横山典弘   | 56        | クラフトマンシップ     | 452         |
| 0000.08.20 | 札幌   | 札幌記念           | GII  | 芝2000m（良） | 14    | 8     | 14    | 05.4            | 0（3人）        | 11着 | 2:01.0（36.1）    | -1.1 | 0後藤浩輝   | 56        | ダイワカーリアン       | 456         |
| 0000.10.21 | 東京   | 富士S              | GIII | 芝1600m（良） | 16    | 6     | 11    | 15.5            | （10人）        | 08着 | 1:34.5（35.8）    | -0.6 | 0後藤浩輝   | 56        | ダイワカーリアン       | 446         |
| 0000.11.25 | 京都   | 京阪杯             | GIII | 芝1800m（良） | 18    | 6     | 12    | 12.8            | 0（7人）        | 08着 | 1:45.8（34.6）    | -0.6 | 0芹沢純一   | 56        | ジョウテンブレーヴ     | 456         |
| 0000.12.09 | 阪神   | シリウスS          | GIII | ダ1400m（良） | 16    | 4     | 8     | 15.2            | 0（4人）        | 11着 | 1:24.4（37.4）    | -1.1 | 0上村洋行   | 56        | マイネルブライアン     | 458         |
| 2001.02.25 | 阪神   | 阪急杯             | GIII | 芝1200m（良） | 14    | 4     | 6     | 42.1            | 0（9人）        | 03着 | 1:09.0（34.9）    | -0.3 | 0上村洋行   | 57        | ダイタクヤマト         | 454         |
| 0000.04.01 | 中山   | ダービー卿CT       | GIII | 芝1600m（稍） | 14    | 5     | 9     | 10.5            | 0（4人）        | 06着 | 1:36.1（35.7）    | -0.9 | 0上村洋行   | 57        | チェックメイト         | 460         |
| 0000.04.22 | 福島   | 福島民報杯         | OP   | 芝1200m（良） | 16    | 4     | 8     | 04.5            | 0（2人）        | 02着 | 1:09.8（35.8）    | -0.0 | 0上村洋行   | 57        | ラムジェットシチー     | 458         |
| 0000.05.06 | 京都   | 栗東S              | OP   | ダ1200m（良） | 12    | 6     | 8     | 12.5            | 0（7人）        | 07着 | 1:11.5（36.9）    | -0.6 | 0上村洋行   | 57        | ゴールドメーカー       | 452         |
| 0000.06.10 | 函館   | UHB杯              | OP   | 芝1200m（良） | 11    | 7     | 9     | 04.8            | 0（3人）        | 07着 | 1:10.5（36.5）    | -0.5 | 0上村洋行   | 55        | タイキトレジャー       | 456         |
| 0000.07.01 | 函館   | 函館スプリントS    | GIII | 芝1200m（稍） | 14    | 4     | 6     | 29.8            | 0（9人）        | 12着 | 1:12.0（37.6）    | -2.5 | 0上村洋行   | 56        | メジロダーリング       | 460         |
| 2002.01.27 | 東京   | 東京新聞杯         | GIII | 芝1600m（不） | 12    | 7     | 9     | 44.8            | （10人）        | 01着 | 1:37.7（36.3）    | -0.1 | 0後藤浩輝   | 55        | （ディヴァインライト） | 456         |
| 0000.02.24 | 阪神   | 阪急杯             | GIII | 芝1200m（良） | 16    | 2     | 3     | 05.7            | 0（2人）        | 01着 | 1:07.9（34.4）    | -0.6 | 0後藤浩輝   | 57        | （ダンツキャスト）     | 462         |
| 0000.03.24 | 中京   | 高松宮記念         | GI   | 芝1200m（良） | 18    | 5     | 9     | 03.6            | 0（2人）        | 02着 | 1:09.0（36.0）    | -0.6 | 0後藤浩輝   | 57        | ショウナンカンプ       | 462         |
| 0000.06.02 | 東京   | 安田記念           | GI   | 芝1600m（良） | 18    | 8     | 18    | 15.8            | 0（7人）        | 01着 | 1:33.3（35.4）    | -0.0 | 0後藤浩輝   | 58        | （ダンツフレーム）     | 458         |
| 0000.09.29 | 新潟   | スプリンターズS    | GI   | 芝1200m（良） | 11    | 7     | 9     | 05.7            | 0（3人）        | 02着 | 1:07.8（33.9）    | -0.1 | 0後藤浩輝   | 57        | ビリーヴ               | 460         |
| 0000.11.17 | 京都   | マイルCS           | GI   | 芝1600m（良） | 18    | 6     | 12    | 02.7            | 0（1人）        | 07着 | 1:33.1（34.8）    | -0.3 | 0後藤浩輝   | 57        | トウカイポイント       | 464         |
| 0000.12.15 | 沙田   | 香港マイル         | G1   | 芝1600m（GF） | 12    | 2     | 3     | 06.1            | 0（3人）        | 04着 | 1:35.1（00.0）    | -0.2 | 0武豊       | 57        | Olympic Express        | 計不        |

- 香港マイルのオッズおよび人気は、香港賽馬會によるもの[23]。また、「Draw」が枠番、「Horse No.」が馬番に該当。
- 馬場状態：Fm=Firm, GF=Good to Firm, Gd=Good, GS=Good to Soft, Y=Yielding, Sft=Soft, Hy=Heavy[23]

## 種牡馬成績
- 太字強調はGI競走。

### 主な産駒

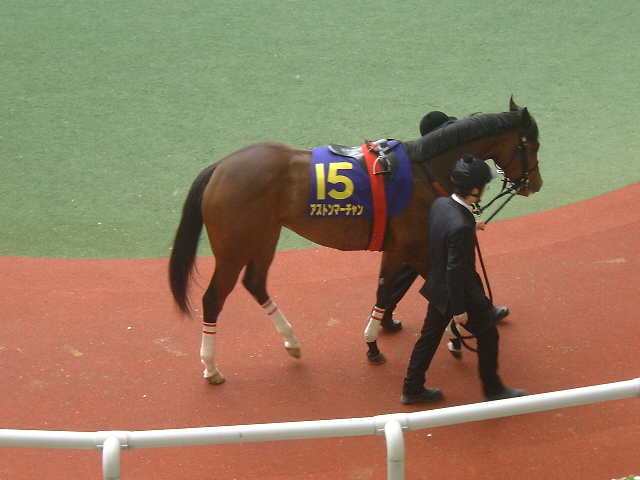
アストンマーチャン

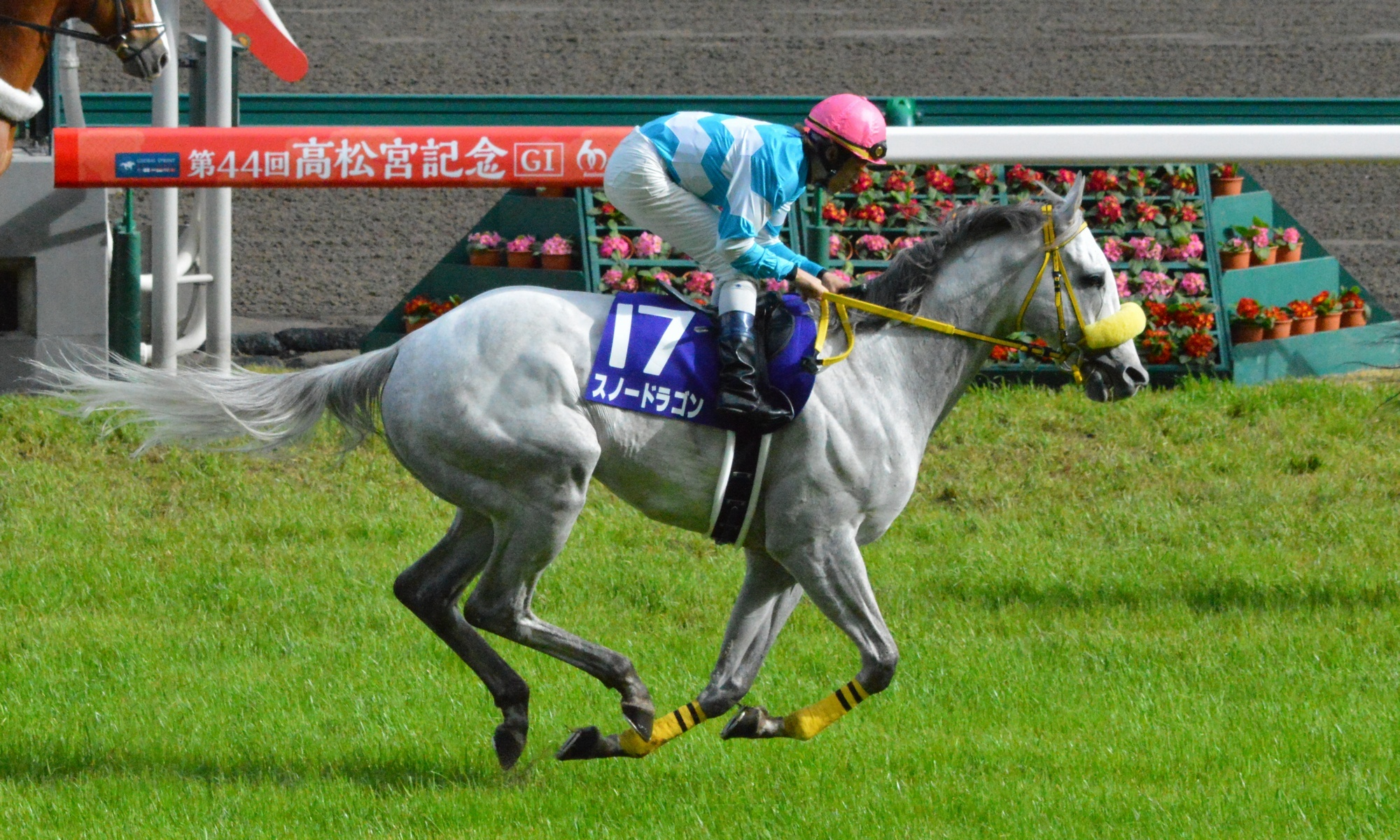
スノードラゴン

#### グレード制重賞勝利馬
- 2004年産
  - アストンマーチャン（スプリンターズステークス、小倉2歳ステークス、ファンタジーステークス、フィリーズレビュー）[24]
- 2006年産
  - メトロノース（北海道2歳優駿、九千部山賞、吉野ヶ里記念）[25]
- 2007年産
  - マジンプロスパー（阪急杯、CBC賞2回）[26]
- 2008年産
  - スノードラゴン（スプリンターズステークス）[27]

#### 地方重賞優勝馬
- 2008年産
  - ユメミルチカラ（福山2歳優駿、福山プリンセスカップ、銀杯）[28]
- 2009年産
  - ダブルスパーク（ハーベストカップ、OROターフスプリント）[29]

### 母の父としての主な産駒

#### グレード制重賞優勝馬
- 2014年産
  - ウインブライト：父ステイゴールド（香港カップ、クイーンエリザベス2世カップ、スプリングステークス、福島記念、中山記念（2回）、中山金杯）[30]
  - コウソクストレート：父ヴィクトワールピサ（ファルコンステークス）[31]
- 2019年産
  - テイエムスパーダ：父レッドスパーダ（CBC賞、セントウルステークス）[32]

## 血統表
| アドマイヤコジーンの血統        | アドマイヤコジーンの血統                         | アドマイヤコジーンの血統              | （血統表の出典）                      | （血統表の出典） |
| 父系                            | カロ系                                           | カロ系                                | カロ系                                | [ § 2 ]          |
| 父 Cozzene 1980 芦毛            | 父の父Caro 1967 芦毛                             | *フォルティノ                         | Grey Sovereign                        | Grey Sovereign   |
| 父 Cozzene 1980 芦毛            | 父の父Caro 1967 芦毛                             | *フォルティノ                         | Ranavalo                              |                  |
| 父 Cozzene 1980 芦毛            | 父の父Caro 1967 芦毛                             | Chambord                              | Chamossaire                           | Chamossaire      |
| 父 Cozzene 1980 芦毛            | 父の父Caro 1967 芦毛                             | Chambord                              | Life Hill                             |                  |
| 父 Cozzene 1980 芦毛            | 父の母Ride the Trails 1971 鹿毛                  | Prince John                           | Princequillo                          | Princequillo     |
| 父 Cozzene 1980 芦毛            | 父の母Ride the Trails 1971 鹿毛                  | Prince John                           | Not Afraid                            |                  |
| 父 Cozzene 1980 芦毛            | 父の母Ride the Trails 1971 鹿毛                  | Wildwook                              | Sir Gaylord                           | Sir Gaylord      |
| 父 Cozzene 1980 芦毛            | 父の母Ride the Trails 1971 鹿毛                  | Wildwook                              | Blue Canoe                            |                  |
| 母 アドマイヤマカディ 1991 栗毛 | 母の父*ノーザンテースト Northern Taste 1971 栗毛 | Northern Dancer                       | Nearctic                              | Nearctic         |
| 母 アドマイヤマカディ 1991 栗毛 | 母の父*ノーザンテースト Northern Taste 1971 栗毛 | Northern Dancer                       | Natalma                               |                  |
| 母 アドマイヤマカディ 1991 栗毛 | 母の父*ノーザンテースト Northern Taste 1971 栗毛 | Lady Victoria                         | Victoria Park                         | Victoria Park    |
| 母 アドマイヤマカディ 1991 栗毛 | 母の父*ノーザンテースト Northern Taste 1971 栗毛 | Lady Victoria                         | Lady Angela                           |                  |
| 母 アドマイヤマカディ 1991 栗毛 | 母の母*ミセスマカディー Mrs.Mcardy 1974 鹿毛     | *トライバルチーフ                     | Princely Gift                         | Princely Gift    |
| 母 アドマイヤマカディ 1991 栗毛 | 母の母*ミセスマカディー Mrs.Mcardy 1974 鹿毛     | *トライバルチーフ                     | Mwanza                                |                  |
| 母 アドマイヤマカディ 1991 栗毛 | 母の母*ミセスマカディー Mrs.Mcardy 1974 鹿毛     | Hanina                                | Darling Boy                           | Darling Boy      |
| 母 アドマイヤマカディ 1991 栗毛 | 母の母*ミセスマカディー Mrs.Mcardy 1974 鹿毛     | Hanina                                | Blue Sash                             |                  |
| 母系(F-No.)                     | (FN:14-b)                                        | (FN:14-b)                             | (FN:14-b)                             | [ § 3 ]          |
| 5代内の近親交配                 | Nasrullah5×5、Lady Angela 5･4（母内）            | Nasrullah5×5、Lady Angela 5･4（母内） | Nasrullah5×5、Lady Angela 5･4（母内） | [ § 4 ]          |
| 出典                            | 1. 2. 3. 4.                                      | 1. 2. 3. 4.                           | 1. 2. 3. 4.                           | 1. 2. 3. 4.      |